# Digitaria horizontalis
Digitaria horizontalis är en gräsart som beskrevs av Carl Ludwig von Willdenow. Digitaria horizontalis ingår i släktet fingerhirser, och familjen gräs. Inga underarter finns listade i Catalogue of Life.